# Узыната
Узыната (каз. Ұзыната, до 200? г. — Комсомольское) — село в Шардаринском районе Туркестанской области Казахстана. Административный центр и единственный населённый пункт Узынатинского сельского округа. Код КАТО — 516453100.

## Население
В 1999 году население села составляло 3528 человек (1805 мужчин и 1723 женщины). По данным переписи 2009 года, в селе проживали 4243 человека (2189 мужчин и 2054 женщины).